# Maduraikkanchi
| Sangam-Literatur |
| --- |
| Ettuttogai („acht Anthologien“) |
| - Natrinai - Kurundogai - Aingurunuru - Paditruppattu - Paripadal - Kalittogai - Agananuru - Purananuru                                                                             |
| Pattuppattu („zehn Gesänge“) |
| - Tirumurugatruppadai - Porunaratruppadai - Sirupanatruppadai - Perumbanatruppadai - Mullaippattu - Maduraikkanchi - Nedunalvadai - Kurinchippattu - Pattinappalai - Malaipadukadam |

Das Maduraikkanchi (மதுரைக்கைஞ்சி Maturaikkāñci [ˈmad̪ɯɾɛi̯kːaːɲʒi] „Ratschlag [für den König] von Madurai“) ist ein Werk der alttamilischen Sangam-Literatur. Es handelt sich um ein längeres Einzelgedicht im Genre der Heldendichtung (puram). Innerhalb der Sangam-Literatur gehört es zur Gruppe der „zehn Gesänge“ (Pattuppattu).
Mit 782 Zeilen in den Versmaßen Agaval und Vanchi ist das Maduraikkanchi der längste der „zehn Gesänge“. Es wird dem Autor Mangudi Marudanar zugeschrieben. Von den zwei Genres der Sangam-Literatur, Liebes- und Heldendichtung, gehört das Maduraikkanchi zum Genre der Heldendichtung (puram). Es preist den Pandya-König Neduncheliyan, indem dessen Heldentaten beschrieben werden. Den größten Teil des Werkes nimmt aber eine lebhafte Beschreibung der Pandya-Hauptstadt Madurai ein.
Die Datierung der Sangam-Literatur ist höchst unsicher. Anhand sprachlicher und stilistischer Kriterien wird für das Maduraikkanchi aber ein Entstehungszeitraum im 5. Jahrhundert vorgeschlagen.